# لزلی الیس بیویس
لزلی الیس بیویس (انگلیسی: Leslie Beavis; ۲۵ ژانویهٔ ۱۸۹۵ – ۲۷ سپتامبر ۱۹۷۵) فرد نظامی اهل استرالیا بود. وی همچنین برندهٔ جوایزی همچون نشان حمام و نشان امپراتوری بریتانیا شده‌است.